# Yoska Nemeth
Dans le nom hongrois Nemeth Yoska, le nom de famille précède le prénom, mais cet article utilise l’ordre habituel en français Yoska Nemeth, où le prénom précède le nom.
Yoska Nemeth, né à Budapest en 1921 et mort à Paris le 3 août 1965, est un violoniste hongrois.
Si Yoska Nemeth est surnommé « le prince des tziganes », c’est qu’il illustre parfaitement ce mouvement musical européen du XXe siècle.

## Biographie
Héritier des grands anciens (Georges Boulanger, Grigoraș Dinicu et tant d’autres), il est le chef de file de la musique tzigane d’après guerre (la deuxième mondiale). Installé en France en 1935, il a fait les belles soirées des scènes parisiennes. Certes, beaucoup d’autres artistes de cette période ont des talents comparables (voir liste), mais il a beaucoup œuvré pour l’évolution et la diffusion de ce style. Pourtant, durant ces décennies, cette musique fut ignorée, voire méprisée, reléguée au rôle de musique d’ambiance pour cabarets chics. Ce n’est que récemment que de nombreux groupes et musiciens redécouvrent la richesse, le lyrisme et la spontanéité de cette musique tzigane, sans même parfois connaître ceux qui l’ont portée et perfectionnée et qui leur lèguent un somptueux héritage.
Grand prix du disque 1956 par l’académie du disque français, il apparaît dans l’émission télévisée Discorama en 1959. Il a joué avec Sonia Dimitrevitch, Django Reinhardt, Matelo Ferret, il a interprété les musiques de Charles Aznavour et Charles Trenet.
Très discret, Yoska Nemeth a laissé peu de traces de son parcours.
« Sa vie commence avec sa vie publique. Tout ce que nous savons, c’est qu’il est parti de chez lui à 13 ans avec 25 musiciens dont il était le chef et le soliste. »
« À l’enterrement de Yoska Nemeth, tous les musiciens tziganes étaient là… », — lors de son enterrement, l'orchestre tzigane de Mirko Layosh était présent, et a accompagné avec de la musique tzigane, comme il se devait, le regretté Yoska Nemeth jusqu'à sa dernière demeure. D'ailleurs les infos télévisées de cette époque avaient retransmis cet événement.
Il repose au cimetière russe de Sainte-Geneviève-des-Bois.

## Autres artistes tziganes de la même inspiration
- Lajos Boross
- Paul Toscano

## Discographie
De nombreuses compilations et rééditions reprennent en vrac les morceaux enregistrés au fil des années.
En 33 tours (liste non exhaustive) :
- Un soir à Budapest / Un soir à Moscou - Pathé - 33 AT 1016 mono (1953)
- Un soir en Hongrie / Un soir en Roumanie - Pathé - AT 1056 mono (1955)
- Un soir à Tel-Aviv / Un soir au lac Balaton - Pathé - AT 1071 mono (1955)
- Folklore juif, roumain, russe, hongrois - Festival - FLD 57 mono (1956)
- Valses de Paris - Festival - FLD 58 mono (1956)
- Valses de Vienne - Festival - FLD 83 mono (1956)
- Folklore russe - Festival - FLD 86 mono (1956)
- Valses 1900 - Festival - FLD 87 mono (1956)
- Toute la Hongrie - Festival - FLD 114 mono (1957)
- Nuit tzigane - Festival - FLD 145 mono (1958)
- Rhapsodie hongroise - Festival - FLD 159 mono (1958)
- Musique tzigane - Festival - FLD 204 mono (1959)
- Ambiance tzigane - Festival - FLD 306 mono - SFLD 8005 stéréo (1962)
- Yoskarama - Festival - FLD 311 mono - SFLD 8006 stéréo (1963)
- Pas de rose sans épines - Festival - FLD 349 mono - SFLD 8011 stéréo (1964)
- Tangos et valses - Festival - FLD 352 mono - FLDZ 352 mono (1965)
- Soirée chez Raspoutine... - Festival - FLD 355 mono - FLDZ 355 mono (1965)
- Hommage à Yoska Nemeth - Festival - FLD 360 mono (1965) posthume
- Yoska Nemeth et son orchestre tzigane - Festival - FLDZ 389 mono (1967) posthume
- Valses 1900 - Festival - FLDX 433 mono (1968) posthume

Plus les compilations actuellement disponibles en CD.
Une référence (on dit aussi un « must ») : CD Tziganes - Paris/Berlin/Budapest/1910-1935, Frémaux & associés. On n’y entend pas Yoska Nemeth, mais plutôt ses racines.